# جرج ماکسول ریچارد
جرج ماکسول ریچارد (انگلیسی: George Maxwell Richards؛ زاده ۱ دسامبر ۱۹۳۱ – درگذشته ۸ ژانویه ۲۰۱۸) یک سیاست‌مدار اهل ترینیداد و توباگو بود. وی چهارمین رئیس‌جمهور این کشور بود.